# Songs from the Red Room
Songs from the Red Room è il quarto album in studio del gruppo musicale britannico Shakespears Sister, pubblicato il 16 novembre 2009.

## Descrizione
L'album viene pubblicato nel 2009 dalla SF Records/Palare, etichetta di proprietà di Siobhan Fahey, a nome Shakespears Sisters, ma è di fatto un progetto solista della sola Fahey. L'album contiene infatti singoli come Pulsatron e Bad Blood, usciti precedentemente, rispettivamente nel 2004 e nel 2005, a nome della stessa cantante irlandese e qui inclusi a nome del progetto. Dall'album è stato inoltre tratto il singolo It's a Trip nel 2010.
L'album è il frutto della collaborazione di Siobhan Fahey con numerosi artisti dell'area indie britannica. Il brano Was It Worth It? è stato scritto e cantato assieme a Terry Hall, voce del gruppo ska The Specials. I brani It's A Trip e Bitter Pill, sono frutto della collaborazione con il chitarrista Marco Pirroni, già negli Adam and the Ants e nella primissima formazione di Siouxsie and the Banshees, che ha scritto i brani assieme a Siobhan Fahey e vi ha suonato la chitarra. Il produttore Daniel Miller e il musicista Frank Tovey, meglio noto come Fad Gadget, hanno scritto il brano A Man In Uniform. Linda Lamb, già bassista degli Immaculate Fools e dei Silures, ha scritto il brano Hot Room. La quattordicesima traccia, della prima edizione dell'album, Cold, è stata remixata dai Death in Vegas.
L'album è uscito nel 2009 in una prima edizione in formato CD. Una seconda edizione Deluxe, uscita nel 2010 su etichetta SF Records/Palare, ripropone il CD dell'anno precedente con l'aggiunta di un secondo disco contenente 8 tracce, tra cui la cover di She's Lost Control dei Joy Division, eseguita dalla Fahey assieme agli Agent Provocateur (che remixano anche il brano White Rabbit) e già precedentemente pubblicata dalla Fahey come singolo per la Sanctuary Records nel 2004. Nel 2019 l'album, in una edizione contenente 16 tracce, viene ristampato in vinile, in formato doppio LP, su etichetta Do Yourself In Records/Cargo Records.

## Tracce

### CD 2009
1. Pulsatron (Whitey Mix) – 4:41 (Siobhan Fahey, Clare Kenny, Steven Gallifent, Will Blanchard)
2. Bad Blood – 4:14 (Siobhan Fahey, Clare Kenny, Steven Gallifent, Will Blanchard)
3. Was It Worth It? – 4:18 (Siobhan Fahey, Steven Gallifent, Will Blanchard, Terry Hall)
4. It's A Trip – 3:43 (Siobhan Fahey, Steven Gallifent, Marco Pirroni)
5. Hot Room – 4:43 (Linda Lamb)
6. A Man In Uniform – 3:38 (Siobhan Fahey, Daniel Miller, Frank Tovey)
7. You're Alone – 4:23 (Siobhan Fahey, Clare Kenny, Steven Gallifent)
8. Bitter Pill – 4:50 (Siobhan Fahey, Clare Kenny, Steven Gallifent, Will Blanchard, Marco Pirroni)
9. Cold – 4:02 (Siobhan Fahey)
10. You're Not Yourself – 3:29 (Siobhan Fahey, Clare Kenny, Steven Gallifent)
11. A Loaded Gun – 5:13 (Siobhan Fahey, Clare Kenny, Steven Gallifent)
12. Bad Blood (Jagz Kooner Mix - AT Edit) – 5:00 (Siobhan Fahey, Clare Kenny, Steven Gallifent, Will Blanchard)
13. Pulsatron (Gully Mix) – 3:15 (Siobhan Fahey, Clare Kenny, Steven Gallifent, Will Blanchard)
14. Cold (Death In Vegas Mix) – 3:56 (Siobhan Fahey, Clare Kenny, Steven Gallifent)

Durata totale: 59:25

### 2xCD 2010
CD1
1. Pulsatron (Whitey Mix) – 4:41 (Siobhan Fahey, Clare Kenny, Steven Gallifent, Will Blanchard)
2. Bad Blood – 4:14 (Siobhan Fahey, Clare Kenny, Steven Gallifent, Will Blanchard)
3. Was It Worth It? – 4:18 (Siobhan Fahey, Steven Gallifent, Will Blanchard, Terry Hall)
4. It's A Trip – 3:43 (Siobhan Fahey, Steven Gallifent, Marco Pirroni)
5. Hot Room – 4:43 (Linda Lamb)
6. A Man In Uniform – 3:38 (Siobhan Fahey, Daniel Miller, Frank Tovey)
7. You're Alone – 4:23 (Siobhan Fahey, Clare Kenny, Steven Gallifent)
8. Bitter Pill – 4:50 (Siobhan Fahey, Clare Kenny, Steven Gallifent, Will Blanchard, Marco Pirroni)
9. Cold – 4:02 (Siobhan Fahey)
10. You're Not Yourself – 3:29 (Siobhan Fahey, Clare Kenny, Steven Gallifent)
11. A Loaded Gun – 5:13 (Siobhan Fahey, Clare Kenny, Steven Gallifent)
12. Bad Blood (Jagz Kooner Mix - AT Edit) – 5:00 (Siobhan Fahey, Clare Kenny, Steven Gallifent, Will Blanchard)
13. Pulsatron (Gully Mix) – 3:15 (Siobhan Fahey, Clare Kenny, Steven Gallifent, Will Blanchard)
14. Cold (Death In Vegas Mix) – 3:56 (Siobhan Fahey, Clare Kenny, Steven Gallifent)

Durata totale: 59:25
CD2
1. White Rabbit (Agent Provocateur Mix) – 3:38
2. She's Lost Control (Radio Version) – 3:40 (Joy Division)
3. Cold (Demo) – 3:57 (Siobhan Fahey)
4. My World Is Empty Without You – 4:14
5. War (Fear Is Real) – 4:23
6. I'll Be Your Mirror – 4:27
7. Someone Else's Girl – 4:10
8. Baby It's You – 2:46

Durata totale: 31:15

### 2xLP 2019
Disco 1
1. Pulsatron (Whitey Mix) (Siobhan Fahey, Clare Kenny, Steven Gallifent, Will Blanchard)
2. Bad Blood (Siobhan Fahey, Clare Kenny, Steven Gallifent, Will Blanchard)
3. Was It Worth It? (Siobhan Fahey, Steven Gallifent, Will Blanchard, Terry Hall)
4. It's A Trip (Siobhan Fahey, Steven Gallifent, Marco Pirroni)
5. Hot Room (Linda Lamb)
6. A Man In Uniform (Siobhan Fahey, Daniel Miller, Frank Tovey)
7. You're Alone (Siobhan Fahey, Clare Kenny, Steven Gallifent)
8. Bitter Pill (Siobhan Fahey, Clare Kenny, Steven Gallifent, Will Blanchard, Marco Pirroni)

Disco 2
1. Cold (Siobhan Fahey)
2. You're Not Yourself (Siobhan Fahey, Clare Kenny, Steven Gallifent)
3. A Loaded Gun (Siobhan Fahey, Clare Kenny, Steven Gallifent)
4. Someone Else's Girl (Siobhan Fahey, Clare Kenny)
5. Bitter Pill (Droyds Radio Edit) (Siobhan Fahey, Clare Kenny, Steven Gallifent, Will Blanchard)
6. Bad Blood (Jagz Kooner Mix - AT Edit) (Siobhan Fahey, Clare Kenny, Steven Gallifent, Will Blanchard)
7. Pulsatron (Gully Mix) (Siobhan Fahey, Clare Kenny, Steven Gallifent, Will Blanchard)
8. Cold (Death In Vegas Mix) (Siobhan Fahey, Clare Kenny, Steven Gallifent)

## Personale

### Musicisti
- Siobhan Fahey - voce, chitarra, tastiere
- Clare Kenny - basso, chitarra, tastiere, voce
- Will Blanchard - batteria, tastiere, percussioni
- Stephen Gallifent - programmazione, chitarra, tastiera, voce, basso
- Nathan J. Whitey - basso su Pulsatron (Whitey Mix)
- Terry Hall - voce su Was It Worth It?
- Marco Pirroni - chitarra su It's A Trip e Bitter Pill

### Tecnici
- Siobhan Fahey - produzione
- Stephen Gallifent - produzione, programmazione, tecnico di studio
- Clare Kenny - produzione
- William Blanchard - produzione
- Nathan J. Whitey - produzione
- Kurt Pagan-Davies - produttore esecutivo
- Alex Tomlin - mastering digitale
- Studio61design - artwork
- Jake Walters - fotografo

## Edizioni
- 2009 - Songs from the Red Room (SF Records/Palare, PALARE001CD, CD)
- 2010 - Songs from the Red Room (SF Records/Palare, PALARE006CD, 2xCD)
- 2019 - Songs from the Red Room (Do Yourself In Records/Cargo Records, DYI023LP, 2xLP)